# Clarenzio di Vienne
Clarenzio (fl. VI-VII secolo) fu vescovo di Vienne, venerato come santo dalla Chiesa cattolica.

## Biografia
Nel catalogo dei vescovi di Vienne redatto da Adone nel IX secolo, Clarenzio occupa il 29º posto, tra Eterio e Sindolfo, attestato storicamente nel 627. L'episcopato di Clarenzio si pone perciò nella prima metà del VII secolo, dopo il vescovo Donnolo, il 27º della lista di Adone, che è documentato nel 614.
Non si conosce nulla della vita di Clarenzio. Sono da prendere con le dovute cautele le informazioni contenute nel Liber episcopalis Viennensis ecclesiae scritto dal vescovo Leodegario (Léger) di Vienne (XI secolo), a causa della presenza di anacronismi, tra cui la morte di papa Martino I (649-655) durante il suo episcopato.

## Culto
L'elogio di san Clarenzio du inserito nei martirologi medievali, a partire da quello di Adone, al 25 aprile, e da questi passò nel Martirologio Romano di Cesare Baronio (XVI secolo), che tuttavia spostò la memoria al 26 aprile.
Il Martirologio Romano, riformato a norma dei decreti del Concilio Vaticano II, ha spostato la sua memoria al 25 aprile, ricordandolo con queste parole:
(Martirologio Romano. Riformato a norma dei decreti del Concilio ecumenico Vaticano II e promulgato da papa Giovanni Paolo II, Città del Vaticano, 2004, p. 352)